# Polychoerus caudatus
Polychoerus caudatus är en plattmaskart som beskrevs av Hans-Georg Mark 1892. Polychoerus caudatus ingår i släktet Polychoerus och familjen Convolutidae. Inga underarter finns listade i Catalogue of Life.